# 시미즈 미사
시미즈 미사(일본어: 清水 美沙 しみず みさ[*], 영어: Shimizu Misa, 본명: 버클리 미사, 일본어: バックリー美砂 バークレーみさ[*], 영어: Berkeley Misa, 1970년 9월 25일~)는 일본의 배우이다.

## 방송
- TOKYO 컨트롤
- 결혼활동 이혼활동
- 다정한 시간

## 영화
- 호텔 코판(2016년)
- 내일이 되면(2015년)
- 리틀 쿄타 네온 후드(2012년)
- 타이디 업(2011년) - 모에 역
- 연애희곡(2010년)
- 순간 반짝임(2010년) - 호리카와 사키 역
- 복스!(2010년) - 사토코 엄마 역
- 누군가 내게 키스했다(2010년)
- 불과 소금(2009년)
- 지지 않는 태양(2009년)
- 하리마야 브릿지(2009년)
- 레인 폴(2009년) - 유코 역
- 전학생(2007년)
- 망량의 상자(2007년)
- 22세의 이별(2007년)
- 트와이라잇 팬텀(2007년)
- 그래도 내가 하지 않았어(2006년) - 사다 키요코 역
- 다정한 시간(2005년)
- 우부메의 여름(2005년)
- 바다는 보고 있었다(2002년)
- 붉은 다리 아래 따뜻한 물(2001년)
- 신선조(2000년)
- 세컨드 찬스(1999년) - 하나 역
- 간장 선생(1998년)
- 도쿄 드래곤(1997년)
- 우나기(1997년) - 핫토리 케이코 역
- 쉘 위 댄스(1996년)
- 미래의 추억(1992년)
- 으랏차차 스모부(1992년) - 카와무라 나츠코 역
- 수령이 된 남자(1991년)
- 상남폭주족(1987년) - 츠야마 요시코 역